# Tajfun Haiyan
Tajfun Haiyan, na Filipínách známý jako Tajfun Yolanda je druhý nejsmrtonosnější filipínský tajfun, který si pouze na Filipínách vyžádal 5 235 potvrzených obětí. Třináctý tajfun a pátý supertajfun pacifické tajfunové sezóny 2013 vznikl jako oblast nízkého tlaku vzduchu východně až severovýchodně od ostrova Pohnpei dne 2. listopadu 2013. Meteorologové s předstihem varovali, že bouře by mohla být stejně devastující jako tajfun Bopha z roku 2012, který na jižních Filipínách usmrtil minimálně 1 000 osob. Na Filipíny tajfun udeřil plnou silou 8. listopadu 2013. Způsobil sesuvy půdy a záplavy a přerušil dodávky elektrického proudu a telekomunikačního spojení v několika provinciích.

## Meteorologická historie
Dne 2. listopadu začalo meteorologické centrum včasného varování Joint Typhoon Warning Center monitorovat oblast tlakové níže nacházející se okolo 425 kilometrů východně až jihovýchodně od ostrova Pohnpei, který je jedním z ostrovů Mikronésie.

## Dopad

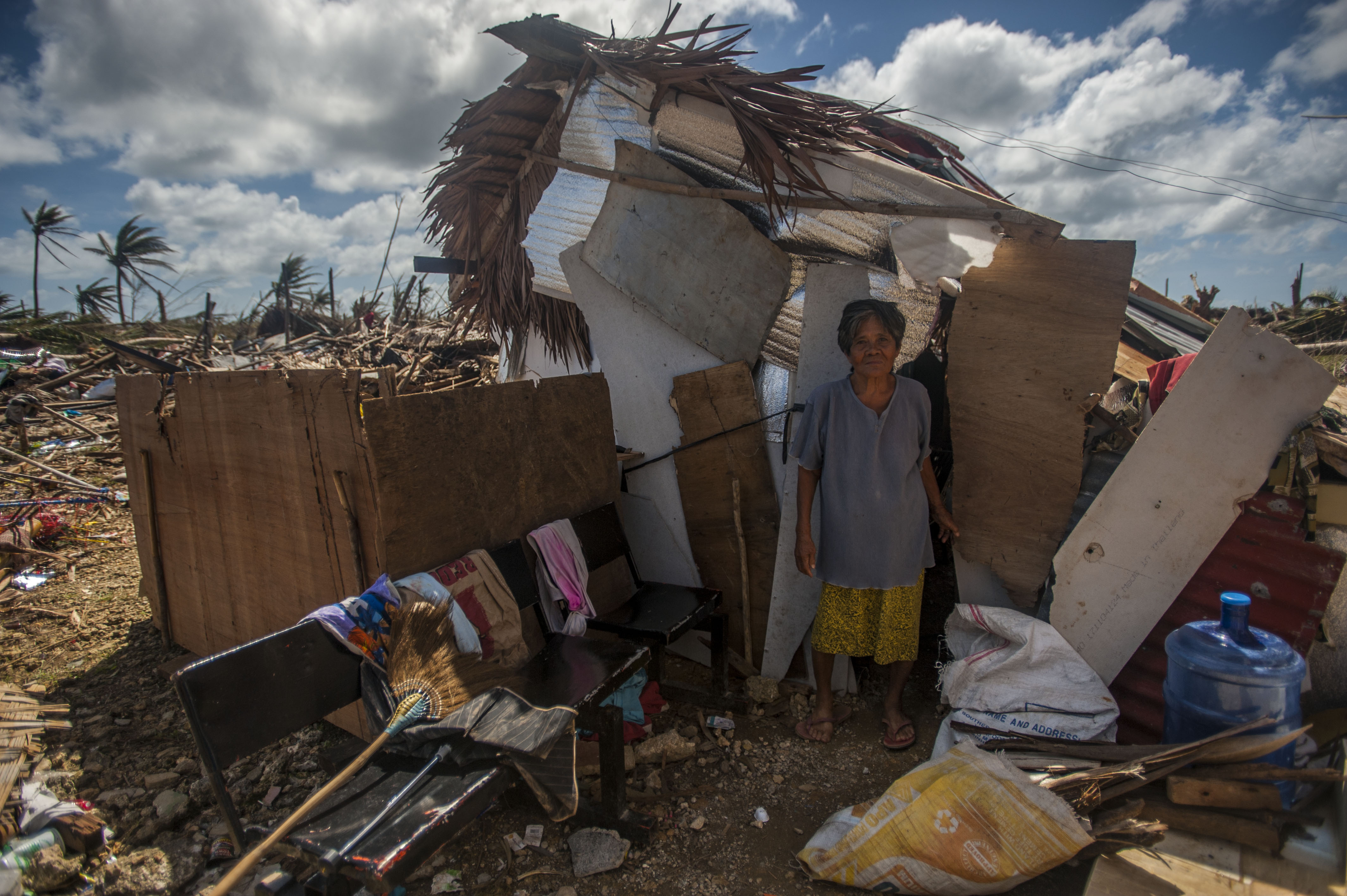
Následky katastrofy na Filipínách

### Mikronésie a Palau
Ve spolkovém státu Kayangel v Palau zničilo mohutné bouřkové vlnobití několik domů a silný vítr vyvracel stromy. I přesto, že tamní obyvatelé odmítali evakuaci, nikdo na ostrově nebyl těžce zraněn. Vláda plánovala evakuaci těch, kteří budou chtít opustit domovy. Spolková země Koror, ostrovy Babelthuap a Kayangel zůstaly bez dodávek vody a elektrické energie. V Kororu dosahoval vítr rychlosti 120 km/h, přičemž strhával střechy, lámal stromy a sloupy elektrického vedení. Ačkoli nikdo nebyl zabit, 69 lidí zůstalo bez domova.

### Filipíny
Ve městě Surigao City byl zaznamenán úhrn srážek 281,9 mm, přičemž většina spadla během 12 hodin. Tajfun udeřil na pevninu ve městě Guiuan ve filipínské provincii Silangang Samar ve 4:45 místního času s rychlostí větru 315 km/h, čímž se stal tento supertajfun nejsilnější bouří, která kdy zasáhla pevninu. Na mnoha místech bylo zaznamenáno i bouřkové vlnobití, přičemž na ostrovech Leyte a Samar zaznamenala instituce PAGAS 5 až 6metrové vlny. Dne 10. listopadu 2013 bylo agenturou National Disaster Risk Reduction and Management Council potvrzeno 151 mrtvých.
Ve městě Tacloban byl bouřkovým vlnobitím zcela zničen terminál Letiště Daniela Z. Romualdeza. Výška vln bouřkového vlnobití byla odhadnuta na 5,2 metru. Tajfun vytvořil až 15 metrové vlny, které zničily celé město s budovami, vyvrátily nebo polámaly stromy a převracely automobily. Níže položené oblasti východní části města Tacloban byly zasaženy nejvíce, přičemž pobřežní, málo obydlené oblasti byly zcela odplaveny. Vlnobití proniklo až 1 kilometr do vnitrozemí. Prvotní odhady hovořily o více než 1000 mrtvých ve městě Tacloban a 200 dalších v provincii Samar. 70 až 80% provincie Leyte bylo zničeno, a guvernér odhadl počet obětí na minimálně 10 000. Na západním pobřeží ostrova Samar nebylo zaznamenáno žádné významné vlnobití.

## Nejsilnější bouře nad pevninou
Maximální naměřená rychlost větru dosahovala 270 km/h. Většina škod byla způsobena vzedmutím mořské hladiny až o 15 metrů. Dle Joint Typhoon Warning Center se jedná o 4. nejsilnější bouři v historii měření a nejsilnější bouři, která kdy zasáhla pevninu. Původní odhady hovořily dokonce o rychlosti větru přes 314 km/h. Nárazy větru byly odhadnuty na 340 km/h.

## Mezinárodní reakce
Tvorbou map tajfunem postižených oblastí pro humanitární pomoc se zabýval Humanitarian OpenStreetMap Team.